# Championnat du Sénégal de football 1998
Navigation
Saison 1997 Saison 1999
La saison 1998 du Championnat du Sénégal de football est la trente-troisième édition de la première division au Sénégal. Les quatorze meilleures équipes du pays sont regroupées au sein d'une poule unique où elles s'affrontent deux fois, à domicile et à l'extérieur. À l'issue du championnat, les deux derniers du classement sont relégués et remplacés par les deux meilleurs clubs de Division 2.
C'est l'ASEC Ndiambour qui remporte le championnat cette saison après avoir terminé en tête du classement final, avec un seul point d'avance sur l'ASC Diaraf et huit sur le tenant du titre, l'AS Douanes. C'est le troisième titre de champion du Sénégal de l'histoire du club.
Le vainqueur du championnat se qualifie pour la Coupe des clubs champions africains tandis que le vainqueur de la Coupe du Sénégal obtient son billet pour la Coupe des Coupes. Enfin, le deuxième du championnat se qualifie pour la Coupe de la CAF et la fédération a la possibilité d'offrir à un club non qualifié une place pour la prochaine édition de la Coupe de l'UFOA, une compétition régionale réservée aux clubs de l'Afrique de l'Ouest.

## Les clubs participants
| - US Gorée - Promu de Division 2 - Compagnie sucrière sénégalaise - ASC Port Autonome - AS Douanes - ASC Jeanne d'Arc - ASC Yeggo - Entente Sotrac Ouakam | - ASC Niayès-Pikine - Promu de Division 2 - Dakar Université Club - ASC Diaraf - US Rail - ASC Linguère - SONACOS - ASEC Ndiambour |

## Compétition
Le barème de points servant à établir les classements se décompose ainsi :
- Victoire : 3 points
- Match nul : 1 point
- Défaite : 0 point

### Classement
| Rang | Équipe                         | Pts | J  | G | N | P | Bp | Bc | Diff |
| ---- | ------------------------------ | --- | -- | - | - | - | -- | -- | ---- |
| 1    | ASEC Ndiambour                 | 47  | 26 |   |   |   |    |    |      |
| 2    | ASC Diaraf                     | 46  | 26 |   |   |   |    |    |      |
| 3    | AS DouanesT                    | 39  | 26 |   |   |   |    |    |      |
| 4    | US Rail                        | 37  | 26 |   |   |   |    |    |      |
| 5    | ASC Jeanne d'Arc               | 36  | 26 |   |   |   |    |    |      |
| 6    | US GoréeP                      | 36  | 26 |   |   |   |    |    |      |
| 7    | ASC Port Autonome              | 35  | 26 |   |   |   |    |    |      |
| 8    | Dakar Université Club          | 31  | 26 |   |   |   |    |    |      |
| 9    | ASC YeggoC                     | 30  | 26 |   |   |   |    |    |      |
| 10   | SONACOS                        | 29  | 26 |   |   |   |    |    |      |
| 11   | ASC Niayès-PikineP             | 28  | 26 |   |   |   |    |    |      |
| 12   | Entente Sotrac-Ouakam          | 27  | 26 |   |   |   |    |    |      |
| 13   | ASC LinguèreP                  | 26  | 26 |   |   |   |    |    |      |
| 14   | Compagnie sucrière sénégalaise | 22  | 26 |   |   |   |    |    |      |

|  | Qualification pour la Ligue des champions de la CAF 1999                         |
|  | Qualification pour la Coupe des Coupes 1999                                      |
|  | Qualification pour la Coupe de la CAF 1999                                       |
|  | Qualification pour la Coupe de l'UFOA 1999                                       |
|  | Relégation directe en Division 2                                                 |
|  | T : Tenant du titre C : Vainqueur de la Coupe du Sénégal P : Promu de Division 2 |

- Compagnie sucrière sénégalaise échappe à la relégation pour une raison inconnue.

## Bilan de la saison
| Championnat du Sénégal de football 1998 |                           |
| Champion                                | ASEC Ndiambour (3e titre) |
| Coupes et trophées                      |                           |
| Vainqueur de la Coupe du Sénégal 1998   | ASC Yeggo                 |
| Qualifications continentales            |                           |
| Ligue des champions de la CAF 1999      | ASEC Ndiambour            |
| Coupe des Coupes 1999                   | ASC Yeggo                 |
| Coupe de la CAF 1999                    | ASC Diaraf                |
| Coupe de l'UFOA 1999                    | AS Douanes                |
| Promotions et relégations               |                           |
| Promus en Division 1                    | AS Police                 |
| Promus en Division 1                    | ASFA Dakar                |
| Relégués en Division 2                  | Entente Sotrac-Ouakam     |
| Relégués en Division 2                  | ASC Linguère              |